# 军用卫星

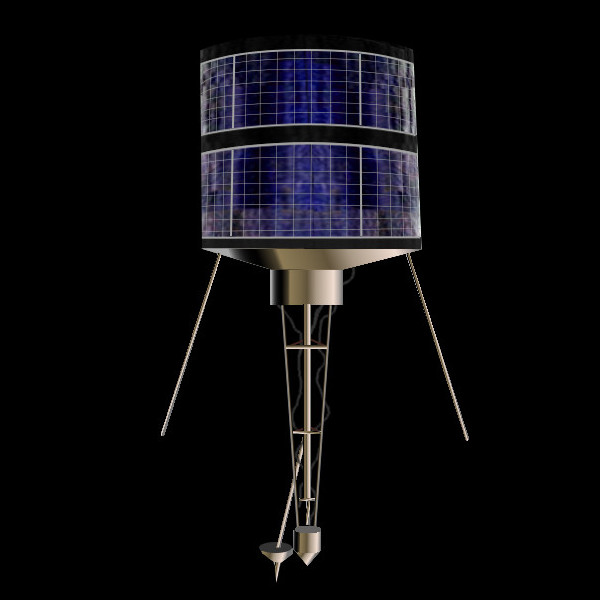
Strela-2M 俄羅斯軍用通訊衛星。

军用卫星是指用于军事目的的人造卫星。最常见的用途是用於收集情报、导航和军事通信。截至2013年，地球轨道上共有950颗各类卫星。无法确定军用卫星的确切数量，有些衛星具有民用和军用雙重目的，例如GPS卫星。截至2018年12月，有320颗已知的军用或两用卫星，其中一半归美国所有，其次是俄罗斯、中国和印度（13颗）。